# Palaminus
Palaminus – rodzaj chrząszczy z rodziny kusakowatych i podrodziny żarlinków. Obejmuje ponad 300 opisanych gatunków. Zasięg taksonu jest kosmopolityczny, ale tylko nieliczne gatunki występują poza strefą międzyzwrotnikową.

## Morfologia
Chrząszcze o niewielkich rozmiarach, mocno wydłużonym ciele i połyskującym oskórku.
Szersza niż dłuższa głowa ma wierzch pępkowato punktowany, brzegi boczne za oczami krótkie i proste, kąty tylne zaokrąglone do kanciastych, brzeg tylny wyokrąglony lub zaopatrzony w listewkę krawędziową, a spód pozbawiony bruzd pozaocznych. Czułki nie mają pędzla kolcowatych szczecinek na krótszym niż dwa poprzednie razem wzięte i przedwierzchołkowo przewężonym członie ostatnim. Aparat gębowy cechuje się zaopatrzoną w dwa okołośrodkowo położone ząbki przednią krawędzią wargi górnej, zaostrzonym i nierozdwojonym wierzchołkiem ząbka na żuwaczkach oraz poprzecznie toporowatym ostatnim członem głaszczków szczękowych.
Trapezowate z bokami zakrzywionymi i zbieżnymi ku tyłowi, najszersze w przedniej ⅓ przedplecze ma gęste, pępkowate punktowanie, czasem z wyjątkiem niepunktowanego pasma wzdłuż środka w tylnej części. Listewka krawędziowa bywa wykształcona lub nie. Na tarczce wyrastają nieliczne szczecinki. Pokrywy nie mają szeregu szczecinek na tylnej krawędzi, natomiast w ich części przedwierzchołkowej występuje jedna długa i gruba szczecinka przy kątach zewnętrzno-wierzchołkowych i druga szczecinka przy kątach wewnętrzno-wierzchołkowych. U gatunków latających pokrywy są dłuższe od przedplecza i mają rozwinięte kąty barkowe, u nielotnych są od przedplecza krótsze i pozbawione tych kątów. Hypomery są błyszczące i niepunktowane, a płaty za biodrami przedniej pary pozbawione listewki poprzecznej. Na basisternum przedtułowia brak jest pośrodkowego żeberka i punktowania. Śródpiersie natomiast zawsze ma krótkie pośrodkowe żeberko. Odnóża przedniej pary mają człony stóp od pierwszego do czwartego nabrzmiałe, a piąty od spodu gęsto owłosiony.
Walcowaty odwłok ma segmenty od trzeciego do szóstego z łuskowatą mikrorzeźbą, siódmy z takąż mikrorzeźbą co najwyżej delikatnie zaznaczoną, a te od ósmego do dziewiątego bez mikrorzeźby. Trzeci segment ma sternum i tergum zlane oraz wykształcone żeberka paratergalne. Na segmencie siódmym również sternum i tergum są zlane. Dziewiąte tergum ma głębokie wykrojenie i długie, cienkie, proste lub nieco zakrzywione dobrzusznie wyrostki boczno-wierzchołkowe. Tylny brzeg dziesiątego tergum jest zaokrąglony. U samicy skleryty genitalne zlane są w szeroką płytkę gonokoksalną dystalną, częściowo zespoloną z nasadowo podzieloną płytką proksymalną, albo też zlane są w jedną płytkę gonokoksalną środkową. Samiec ma niesymetryczny edeagus o długich, skomplikowanych paramerach na większości długości oddzielonych od płata środkowego, pozbawiony elementu nasadowego.

## Ekologia i występowanie
Owady te bytują na drzewach, krzewach, epifitach, w ściółce, napływkach i rozkładających się szczątkach roślinnych. Spotykane są na rzędnych do 2500 m n.p.m.
Rodzaj kosmopolityczny, ale tylko nieliczne gatunki występują poza strefą międzyzwrotnikową. Spośród krain półkuli wschodniej najwięcej, bo około 120 gatunków znanych jest z krainy afrotropikalnej liczonej z Madagaskarem włącznie (na wyspie tej stwierdzono 55 z nich). Żaden nie występuje jednak na północ od Sahelu, ani tym bardziej w Europie czy Azji Zachodniej. Pozostałe gatunki Starego Świata występują w krainie orientalnej, z kilkoma wyjątkami docierającymi do dalekowschodniej Palearktyki (na północ po Japonię). Wiele gatunków występuje w krainie australijskiej, w tym na niektórych wyspach Oceanii. Spośród ponad 140 gatunków Nowego Świata co najwyżej kilka obecnych jest w Nearktyce (na północ po południe Kanady), pozostałe występują tylko w krainie neotropikalnej.

## Taksonomia
Takson ten wprowadzony został w 1839 roku przez Wilhelma Ferdinanda Erichsona. W 1841 roku Philogène A.J. Duponchel wyznaczył P. pilosus jego gatunkiem typowym. W 1943 roku Alexander Bierig wyróżnił podrodzaj Palaminus (Parapalaminus), który zsynonimizowany został w 2010 roku przez Lee Hermana.
Wyniki morfologicznych analiz filogenetycznych Lee Hermana z 2010 roku oraz Josha Jenkinsa Shawa i innych z 2020 roku wskazują na zajmowanie przez Palaminus pozycji siostrzanej dla Oedichirus. Jako charakterystyczne cechy kladu tworzonego przez te dwa rodzaje wymienia się gęste owłosienie spodu piątego członu przedniej stopy, błoniaste okienka między segmentami odwłoka oraz zlanie się tergum i sternum siódmego segmentu odwłoka.
Do rodzaju tego należy ponad 300 opisanych gatunków:

- Palaminus aequicollis Bernhauer, 1929
- Palaminus africanus Fagel, 1971
- Palaminus allocerus Fauvel, 1904
- Palaminus alluaudi Jarrige, 1974
- Palaminus aluticollis Bernhauer, 1918
- Palaminus amplipennis Fall, 1907
- Palaminus anacoreta Bierig, 1935
- Palaminus anceps Sharp, 1876
- Palaminus andapanus Lecoq, 1986
- Palaminus andohahelo Lecoq, 1986
- Palaminus andrewesi Cameron, 1931
- Palaminus angolensis Fagel, 1971
- Palaminus anjavidilavanus Jarrige, 1978
- Palaminus ankazobensis Lecoq, 1990
- Palaminus anosyanus Lecoq, 1986
- Palaminus apicalis Sharp, 1876
- Palaminus apicatus Bernhauer, 1921
- Palaminus apicipennis Sharp, 1886
- Palaminus apterus Bernhauer, 1918
- Palaminus armatus Fagel, 1971
- Palaminus assimilis Lecoq, 1986
- Palaminus asymmetricus (Bernhauer, 1920)
- Palaminus atriventris Bernhauer, 1926
- Palaminus australiae Fauvel, 1878
- Palaminus bafianus Fagel, 1971
- Palaminus balzani Bernhauer, 1909
- Palaminus barbiellinii Bernhauer, 1908
- Palaminus barombiensis Fagel, 1971
- Palaminus bermudezi Bierig, 1935
- Palaminus betschi Jarrige, 1978
- Palaminus bicolor Cameron, 1937
- Palaminus bifidus Notman, 1929
- Palaminus biguttatus Fauvel, 1891
- Palaminus biimpressus Bernhauer, 1942
- Palaminus bipustulatus Bernhauer, 1918
- Palaminus birmanus Cameron, 1931
- Palaminus bivittatus Cameron, 1943
- Palaminus bivittipennis Lea, 1923
- Palaminus blanci Jarrige, 1978
- Palaminus bolivianus Bernhauer, 1909
- Palaminus bonariensis Lynch Arribálzaga, 1884
- Palaminus borneensis Cameron, 1928
- Palaminus brachelytratus Lecoq, 1986
- Palaminus brachypterus Lecoq, 1986
- Palaminus breviceps Sharp, 1876
- Palaminus brevicollis R.F.Sahlberg, 1847
- Palaminus brevipennis Bernhauer, 1912
- Palaminus bruchi Bernhauer, 1933
- Palaminus bruchianus Bierig, 1935
- Palaminus brunneus Fauvel, 1904
- Palaminus bryanti Cameron, 1920
- Palaminus buehleri Scheerpeltz, 1957
- Palaminus capitalis Lecoq, 1986
- Palaminus carayoni Lecoq, 1986
- Palaminus carinatus Lecoq, 1986
- Palaminus ceylanensis Kraatz, 1859
- Palaminus cheesmani Cameron, 1937
- Palaminus chiriquensis Sharp, 1886
- Palaminus circumflexus Fauvel, 1904
- Palaminus cognatus Sharp, 1886
- Palaminus collaris Bernhauer, 1942
- Palaminus columbinus Bernhauer, 1921
- Palaminus compressiventris  Bernhauer, 1910
- Palaminus concolor Sharp, 1886
- Palaminus confusus Fagel, 1971
- Palaminus congoensis Cameron, 1950
- Palaminus consimilis Lecoq, 1986
- Palaminus continentalis Bernhauer, 1927
- Palaminus contortus J.L.LeConte, 1878
- Palaminus coriaceus Cameron, 1913
- Palaminus crassus Sharp, 1876
- Palaminus crenatus Sharp, 1886
- Palaminus crenulatus Lecoq, 1986
- Palaminus cribratus J.L.LeConte, 1878
- Palaminus debilis Sharp, 1886
- Palaminus decorus Lecoq, 1986
- Palaminus decussatus Wollaston, 1867
- Palaminus deformis Sharp, 1886
- Palaminus densicollis Bernhauer, 1910
- Palaminus depressus Lecoq, 1986
- Palaminus descarpentriesi Jarrige, 1978
- Palaminus dieganus Jarrige, 1974
- Palaminus difficilis Cameron, 1927
- Palaminus diffinis Sharp, 1886
- Palaminus discretus Sharp, 1876
- Palaminus distans Sharp, 1876
- Palaminus dubius Notman, 1929
- Palaminus elegans Wendeler, 1956
- Palaminus elmebalasanae Rougemont, 2017
- Palaminus erichsoni Bernhauer, 1905
- Palaminus evansi Bernhauer, 1926
- Palaminus exiguus Lecoq, 1986
- Palaminus fageli Jarrige, 1974
- Palaminus falsus Fagel, 1971
- Palaminus fauveli Jarrige, 1974
- Palaminus ferrugineus R.F.Sahlberg, 1847
- Palaminus fijiensis Cameron, 1927
- Palaminus filicornis Fagel, 1971
- Palaminus filum Sharp, 1886
- Palaminus fiziensis Fagel, 1971
- Palaminus flavescens Fagel, 1971
- Palaminus flavipennis J.L.LeConte, 1878
- Palaminus flavocinctus Lecoq, 1986
- Palaminus flavoguttatus Cameron, 1941
- Palaminus flavus Fagel, 1971
- Palaminus formosae Cameron, 1949
- Palaminus foutadjallonensi s Fagel, 1971
- Palaminus fragilis Sharp, 1876
- Palaminus fraternus Casey, 1910
- Palaminus freyianus Fagel, 1971
- Palaminus fuscatus Lecoq, 1986
- Palaminus fuscipes Sharp, 1876
- Palaminus fusciventris Sharp, 1886
- Palaminus fuscus Lecoq, 1986
- Palaminus gabonicus Fagel, 1971
- Palaminus garambanus Fagel, 1971
- Palaminus germanus Cameron, 1928
- Palaminus gracilipes Sharp, 1886
- Palaminus gracilis Sharp, 1876
- Palaminus grandicollis Notman, 1929
- Palaminus grandis Lecoq, 1986
- Palaminus griveaudi Jarrige, 1978
- Palaminus guineensis Fagel, 1971
- Palaminus heraldicus Fauvel, 1891
- Palaminus hudsonicus Casey, 1910
- Palaminus hylaeus Bierig, 1935
- Palaminus iaponicus Cameron
- Palaminus illotus Lecoq, 1986
- Palaminus implicatus Lecoq, 1986
- Palaminus incertus Fagel, 1971
- Palaminus inconspicuus Lecoq, 1986
- Palaminus indicus Kraatz, 1859
- Palaminus infuscatus Bernhauer, 1910
- Palaminus insignis Sharp, 1886
- Palaminus insularis Cameron, 1913
- Palaminus invidus Casey, 1910
- Palaminus isthmianus Casey, 1910
- Palaminus japonicus Cameron, 1930
- Palaminus jarrigei Lecoq, 1986
- Palaminus jocquei Lecoq, 1996
- Palaminus kaboboensis Fagel, 1971
- Palaminus kamerunensis Bernhauer, 1942
- Palaminus kasaiensis Fagel, 1971
- Palaminus katanganus Fagel, 1971
- Palaminus kivuensis Fagel, 1971
- Palaminus kokodanus Cameron, 1937
- Palaminus kundelungensis Fagel, 1971
- Palaminus kwangensis Fagel, 1971
- Palaminus lacertinus Sharp, 1886
- Palaminus lancifer Fauvel, 1891
- Palaminus larvalis J.L.LeConte, 1863
- Palaminus lateripennis Bernhauer, 1942
- Palaminus laticollis Wendeler, 1956
- Palaminus latior Bernhauer, 1942
- Palaminus lengi Notman, 1929
- Palaminus liberiensis Fagel, 1971
- Palaminus ligulifer Lecoq, 1986
- Palaminus limbifer Fauvel, 1879
- Palaminus lividus J.L.LeConte, 1863
- Palaminus lobiventris Bernhauer, 1942
- Palaminus longelytratus Lecoq, 1986
- Palaminus longicollis Sharp, 1886
- Palaminus longicornis Sharp, 1876
- Palaminus luberensis Fagel, 1971
- Palaminus lumiventris Herman, 2003
- Palaminus luteus Casey, 1910
- Palaminus maculatus Bernhauer, 1920
- Palaminus madecassa Fauvel, 1904
- Palaminus magniceps Bernhauer, 1933
- Palaminus magnipennis Bernhauer, 1942
- Palaminus malaisei Scheerpeltz, 1965
- Palaminus malandanus Bernhauer, 1920
- Palaminus masoalaensis Lecoq, 1990
- Palaminus mexicanus Sharp, 1886
- Palaminus milloti Lecoq, 1986
- Palaminus minor Bernhauer, 1910
- Palaminus minusculus Lecoq, 1986
- Palaminus minutissimus Bernhauer, 1942
- Palaminus minutulus Lecoq, 1986
- Palaminus minutus Fagel, 1971
- Palaminus modestus Sharp, 1876
- Palaminus mohelianus Lecoq, 1986
- Palaminus molestus Jarrige, 1974
- Palaminus montanus Cameron, 1947
- Palaminus monticola Cameron, 1931
- Palaminus morosus Cameron, 1924
- Palaminus motoensis Fagel, 1971
- Palaminus multifidus Lecoq, 1986
- Palaminus nevermanni Bernhauer, 1942
- Palaminus niger Sharp, 1876
- Palaminus nigropiceus Cameron, 1931
- Palaminus nigrosuturalis Bernhauer, 1939
- Palaminus nilgiriensis Cameron, 1931
- Palaminus nimbaensis Fagel, 1971
- Palaminus nitidulus Fagel, 1971
- Palaminus normalis J.L.LeConte, 1878
- Palaminus nossibianus Fauvel, 1904
- Palaminus novaeguineae Fauvel, 1878
- Palaminus occidentalis Lecoq, 1986
- Palaminus oculatus Fagel, 1971
- Palaminus ogloblini Bernhauer, 1933
- Palaminus omissus Lecoq, 1991
- Palaminus opaculus Bernhauer, 1905
- Palaminus ophtalmicus Lecoq, 1986
- Palaminus pallidus R.F.Sahlberg, 1847
- Palaminus pallipes J.L.LeConte, 1863
- Palaminus palmatus Sharp, 1886
- Palaminus papuanus Cameron, 1937
- Palaminus parcus Sharp, 1876
- Palaminus parviceps Sharp, 1886
- Palaminus parvipennis Notman, 1929
- Palaminus parvulus Sharp, 1886
- Palaminus parvus Cameron, 1918
- Palaminus pauliani Lecoq, 1986
- Palaminus pauloensis Bernhauer, 1918
- Palaminus pellax Sharp, 1876
- Palaminus pennifer Fauvel, 1904
- Palaminus peralutaceus Bierig, 1935
- Palaminus perforatus Wendeler, 1956
- Palaminus pertusus Lecoq, 1986
- Palaminus peyrierasi Lecoq, 1986
- Palaminus philippinus Bernhauer, 1914
- Palaminus piceus Erichson, 1840
- Palaminus pictus Bernhauer, 1918
- Palaminus pilosus Erichson, 1840
- Palaminus pilum Bierig, 1935
- Palaminus plagiatus Fauvel, 1891
- Palaminus problematicus Fagel, 1971
- Palaminus procerus Notman, 1929
- Palaminus productus K.Schubert, 1906
- Palaminus prolongatus Jarrige, 1974
- Palaminus propinquus Lecoq, 1986
- Palaminus proximus Cameron, 1934
- Palaminus pubescens Lecoq, 1986
- Palaminus pullus Lecoq, 1986
- Palaminus pulvereus Lecoq, 1986
- Palaminus pumilus J.L.LeConte, 1878
- Palaminus puncticeps Sharp, 1876
- Palaminus puncticollis Fagel, 1971
- Palaminus pusillus Notman, 1929
- Palaminus quadriguttatus Fauvel, 1891
- Palaminus quadripustulatus  Bernhauer, 1918
- Palaminus rejectus Lecoq, 1991
- Palaminus robustus Sharp, 1876
- Palaminus rosariensis Bierig, 1935
- Palaminus rotundicollis Wendeler, 1956
- Palaminus rubripennis Sharp, 1886
- Palaminus rufotestaceus Lecoq, 1986
- Palaminus rufulus Coiffait, 1978
- Palaminus rufus Cameron, 1931
- Palaminus rugicollis Fauvel, 1891
- Palaminus sambavanus Lecoq, 1986
- Palaminus samoensis Cameron, 1927
- Palaminus saopaoloanus Wendeler, 1956
- Palaminus schirmi Wendeler, 1956
- Palaminus scitulus Notman, 1929
- Palaminus sellatus Sharp, 1876
- Palaminus sharpi Bernhauer, 1905
- Palaminus signifer Casey, 1910
- Palaminus silvestris Jarrige, 1974
- Palaminus similis Fagel, 1971
- Palaminus simoni Fauvel, 1904
- Palaminus simplex Sharp, 1876
- Palaminus sinuatus Sharp, 1876
- Palaminus sobrinus Sharp, 1876
- Palaminus sogai Jarrige, 1978
- Palaminus solitus Lecoq, 1986
- Palaminus sordidus Sharp, 1886
- Palaminus spiniventris Bernhauer, 1918
- Palaminus stipes Sharp, 1876
- Palaminus strigosus Bierig, 1943
- Palaminus sumbaensis Scheerpeltz, 1957
- Palaminus sutteri Scheerpeltz, 1957
- Palaminus suturalis Fauvel, 1904
- Palaminus swezeyi Bernhauer, 1942
- Palaminus symphylus Bierig, 1943
- Palaminus tanalensis Jarrige, 1974
- Palaminus tegulatus Casey, 1910
- Palaminus tener Bernhauer, 1918
- Palaminus tenuis Lecoq, 1986
- Palaminus testaceus Erichson, 1840
- Palaminus thiemei Bernhauer, 1921
- Palaminus timidus Casey, 1910
- Palaminus tortilis Casey, 1910
- Palaminus transmarinus Fauvel, 1904
- Palaminus trapezicollis Fauvel, 1901
- Palaminus trapezimorphus Herman, 2003
- Palaminus trifidus Lecoq, 1986
- Palaminus trinotatus Fauvel, 1891
- Palaminus trivittipennis Lea, 1927
- Palaminus truncatus Fauvel, 1903
- Palaminus tsaratananus Lecoq, 1986
- Palaminus tucumanensis Bernhauer, 1939
- Palaminus uncinatus Lecoq, 1986
- Palaminus unicus Lecoq, 1986
- Palaminus uniformis Cameron, 1937
- Palaminus validus Sharp, 1886
- Palaminus variabilis Erichson, 1840
- Palaminus variiventris (Bernhauer, 1918)
- Palaminus varipennis Cameron, 1952
- Palaminus veronicae Lecoq, 1990
- Palaminus villiersi Lecoq, 1984
- Palaminus vitiensis Fauvel, 1878
- Palaminus vittatus Sharp, 1886
- Palaminus vittiger Bernhauer, 1918
- Palaminus volans Lecoq, 1986
- Palaminus volitans Lecoq, 1986
- Palaminus yangambiensis Fagel, 1971